# Jardin botanique de Cibodas
Le jardin botanique de Cibodas (indonésien : Kebun Raya Cibodas, KRC) est un jardin botanique se situant sur les pentes du  mont Gede, en Java occidental. Il est géré par l'Institut indonésien des sciences (indonésien : Lembaga Ilmu Pengetahuan Indonesia, ou LIPI). Selon le Guide Michelin, il « contraste avec l'exubérance de la forêt alentour, partie intégrante du parc national du Gede Pangrango » .

## Histoire
Il fut fondé en 1852 par le botaniste néerlandais Johannes Elias Teijsmann en tant que branche du jardin botanique de Bogor. Il fut ensuite complété par Rudolph Scheffer.

## Caractéristiques
Situé à une altitude comprise entre 1300 et 1 500 mètres, ils permet la culture de plantes subtropicales (la température moyenne y est de 20° et l'humidité 80%).*
En 1854, on y installa les premiers Cinchonas destinés à une production de quinine. Achetés en Amérique du Sud par Justus Carl Hasskarl, ils s'acclimatèrent. Des arbres exotiques à l'Indonésie, comme les eucalyptus et les conifères, y sont aussi cultivés.
Le jardin compte près de 11 000 plantes, dont des orchidées, des cactus, des fougères, des algues et des plantes succulentes.
Le jardin est divisé entre la serre (où on cultive orchidées et cactus) et les plantations extérieures : un jardin de sakuras, un de rhododendrons, un d'algues, un de fougères et un jardin médicinal. En 2014, le jardin a décidé d'accueillir des nepenthes
En 2006, entre le mont Gede et le parc national de Gunung Gede Pangrango, le jardin a ouvert un parc bryophyte (à l'époque le seul jardin de mousses en extérieur), le Taman Lumut Cibodas.
En 2010, la rivière qui le traversait était pleine de déchets

## Flore

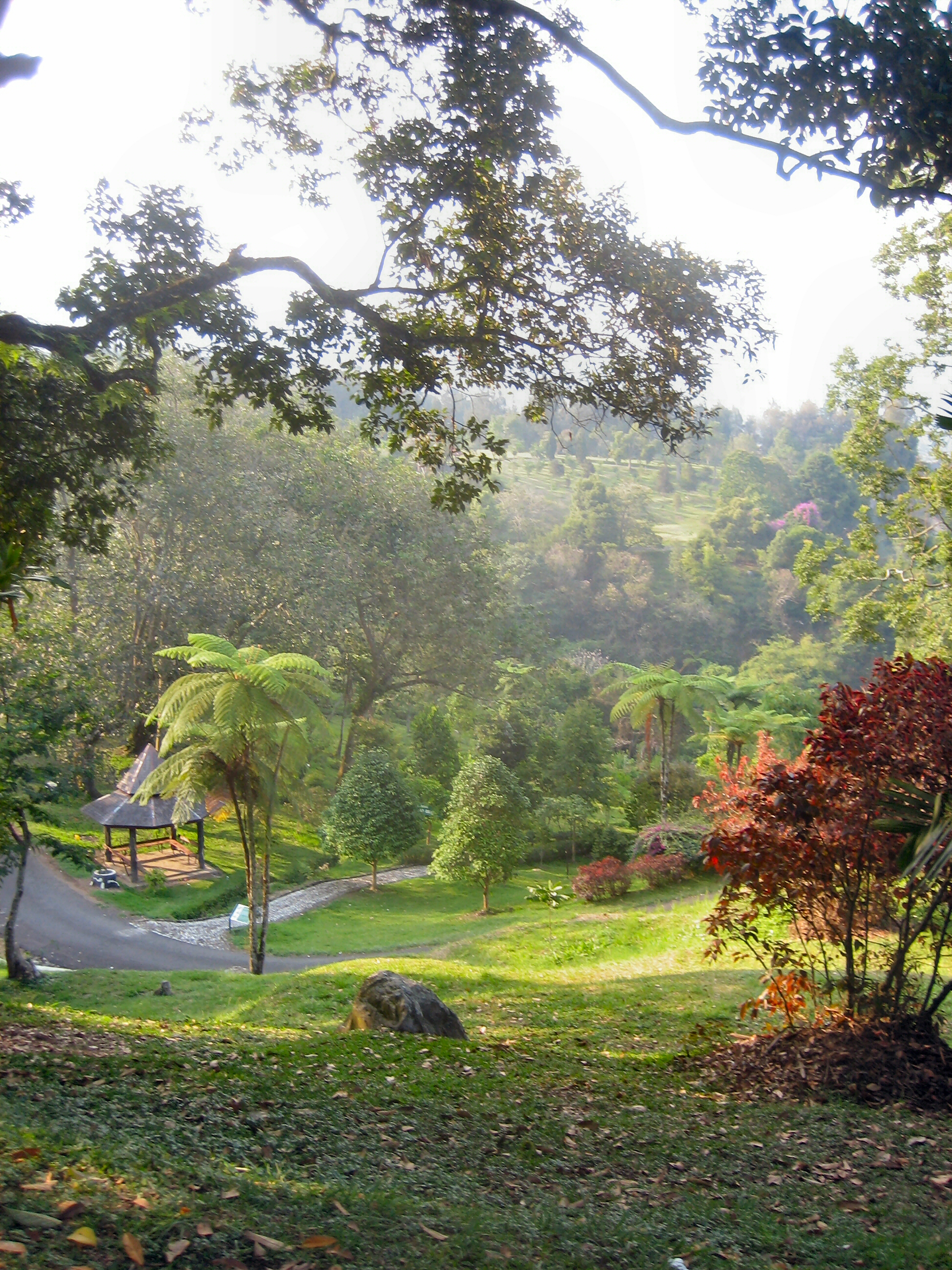
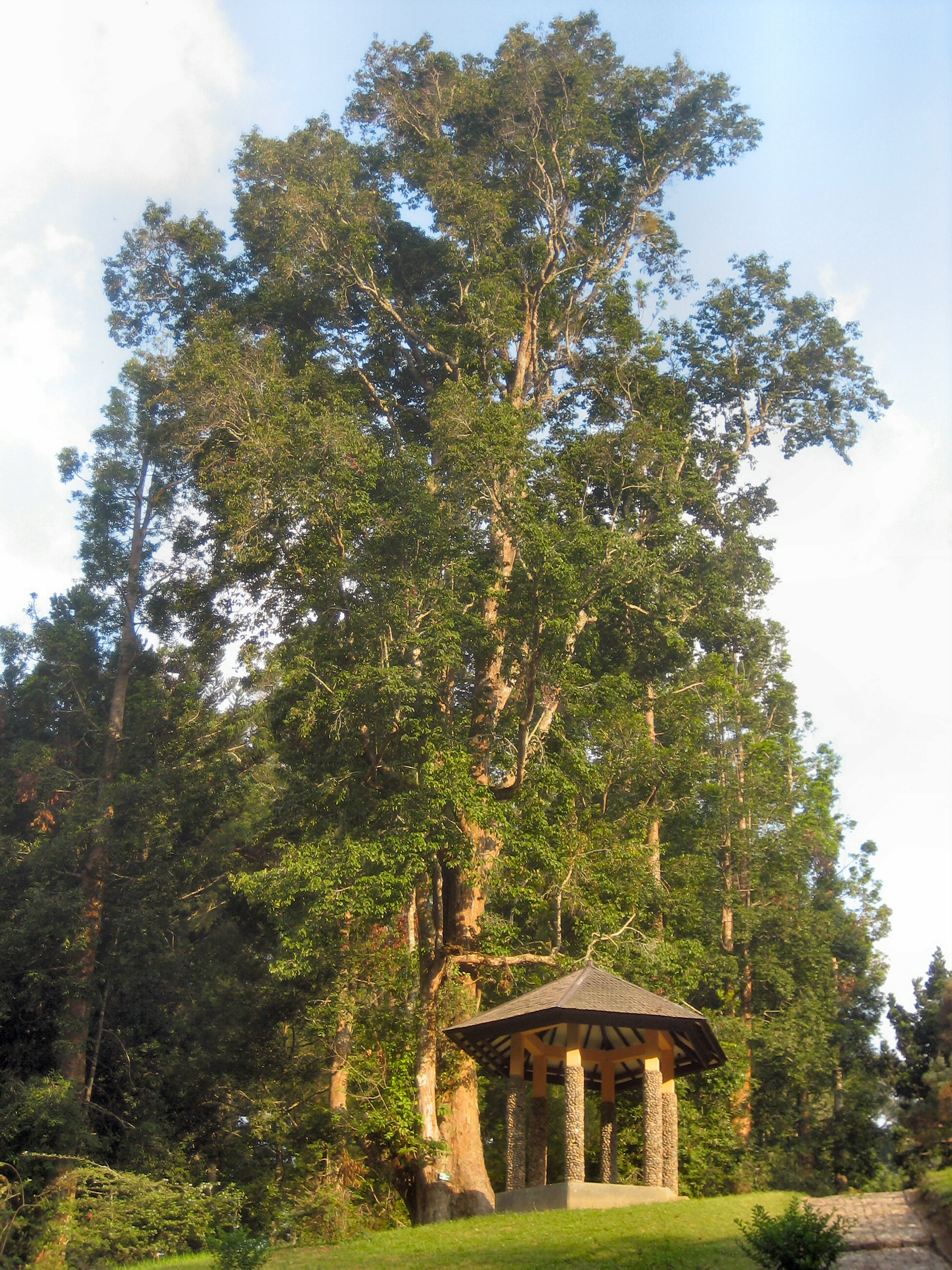
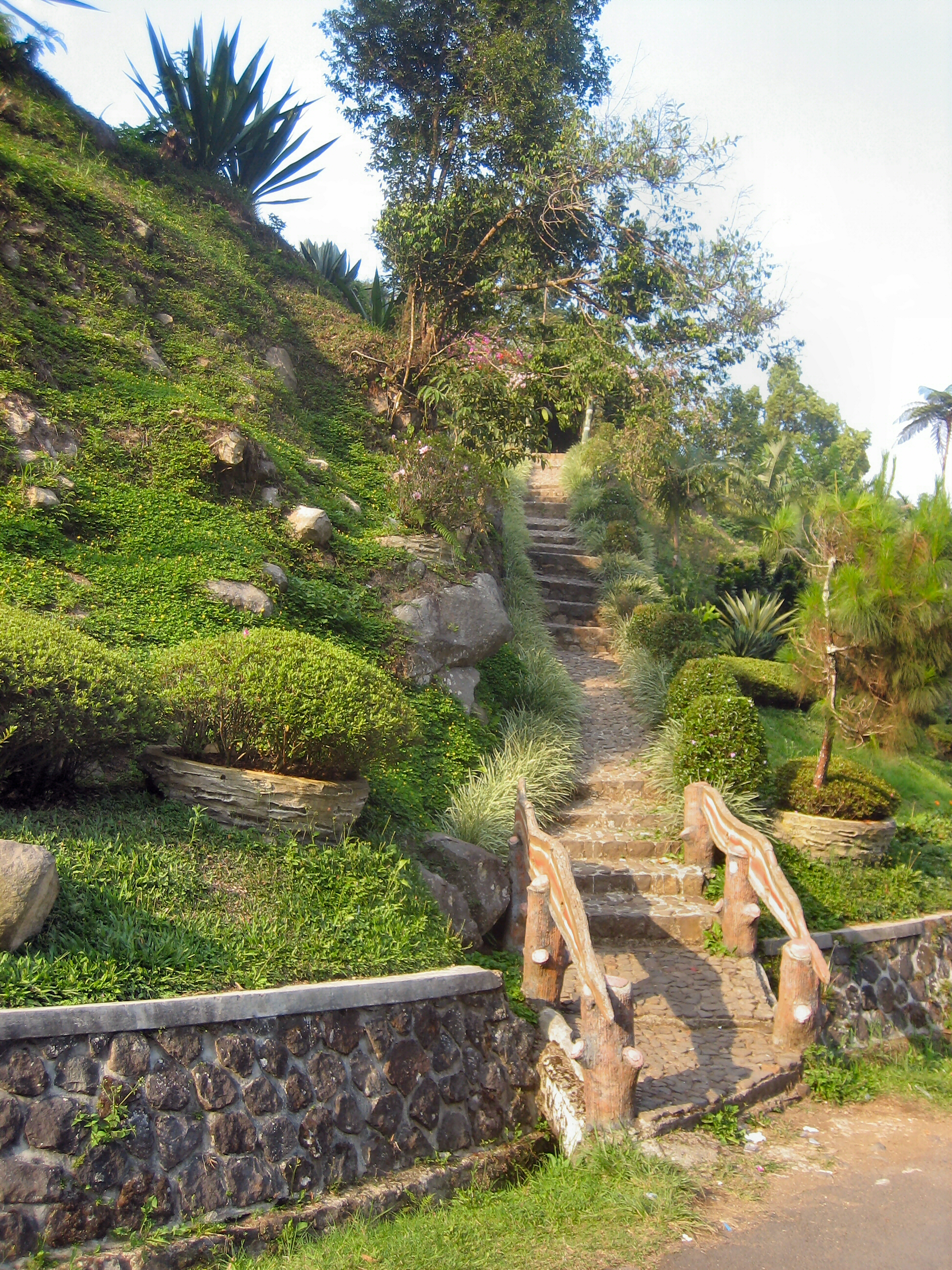
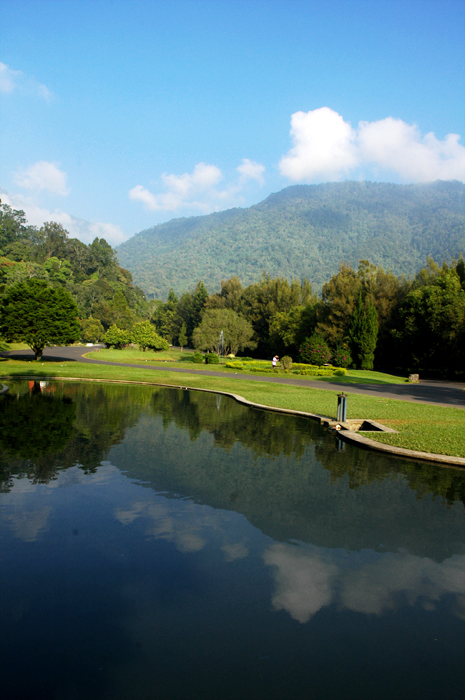
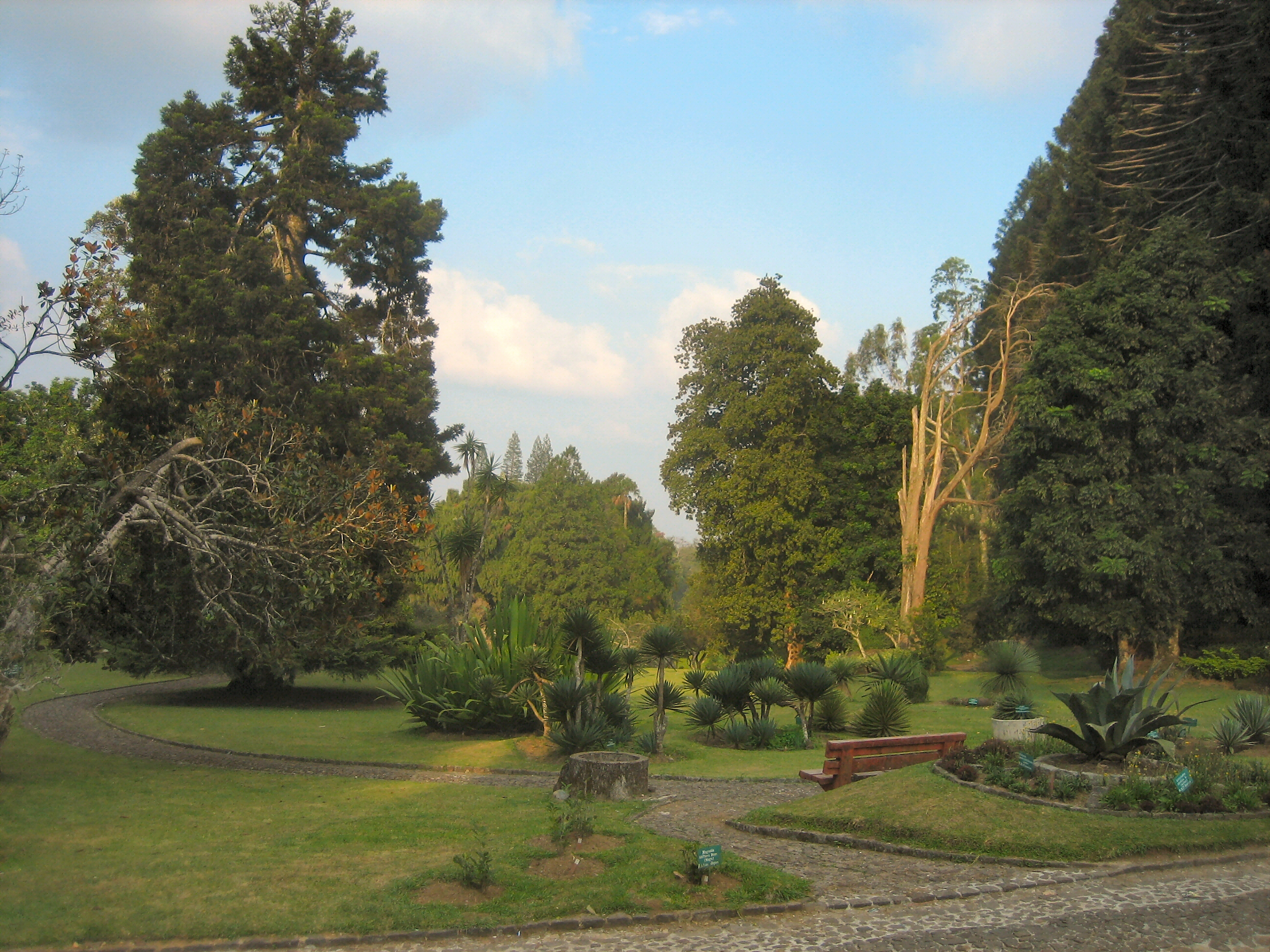
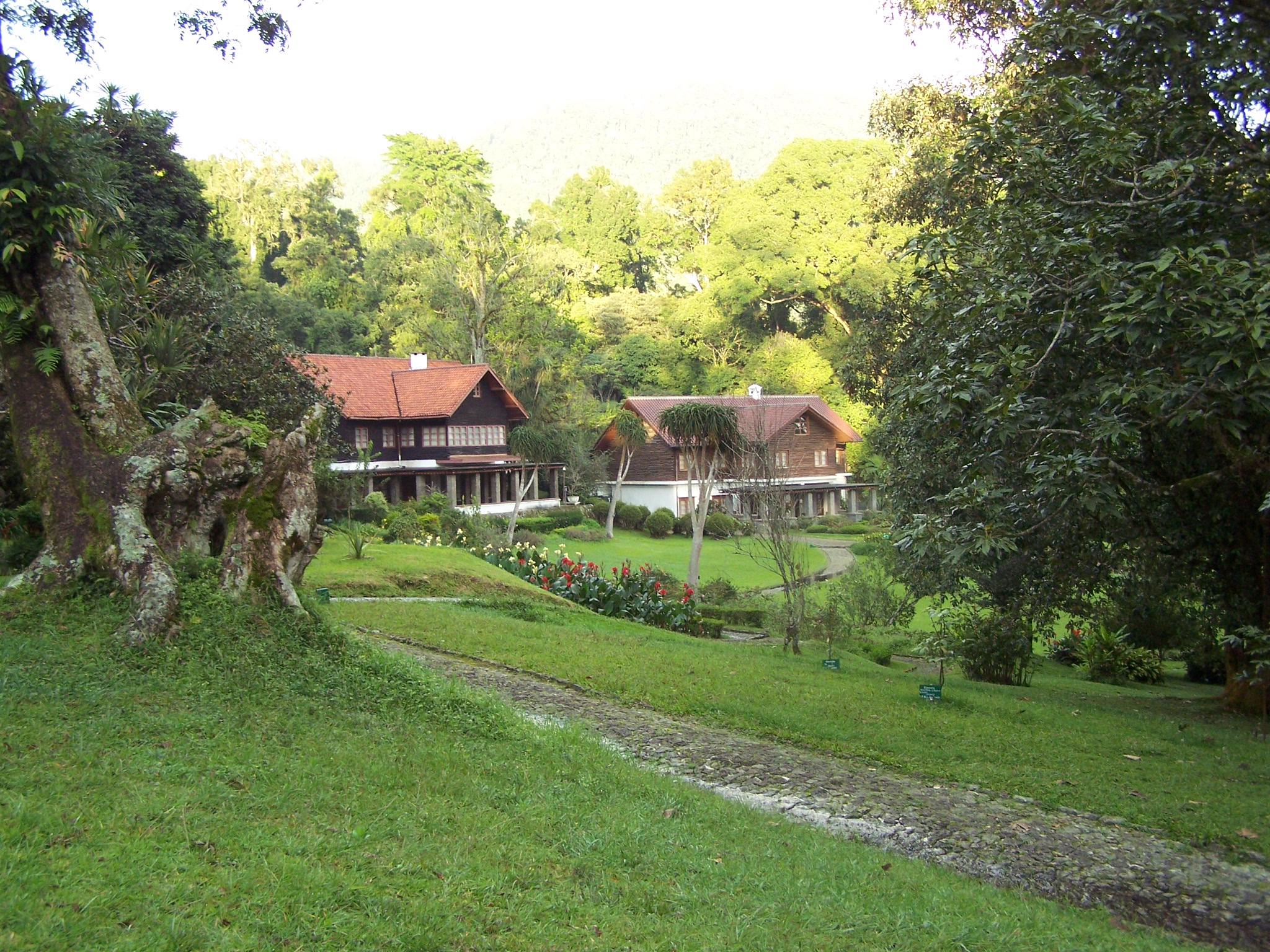
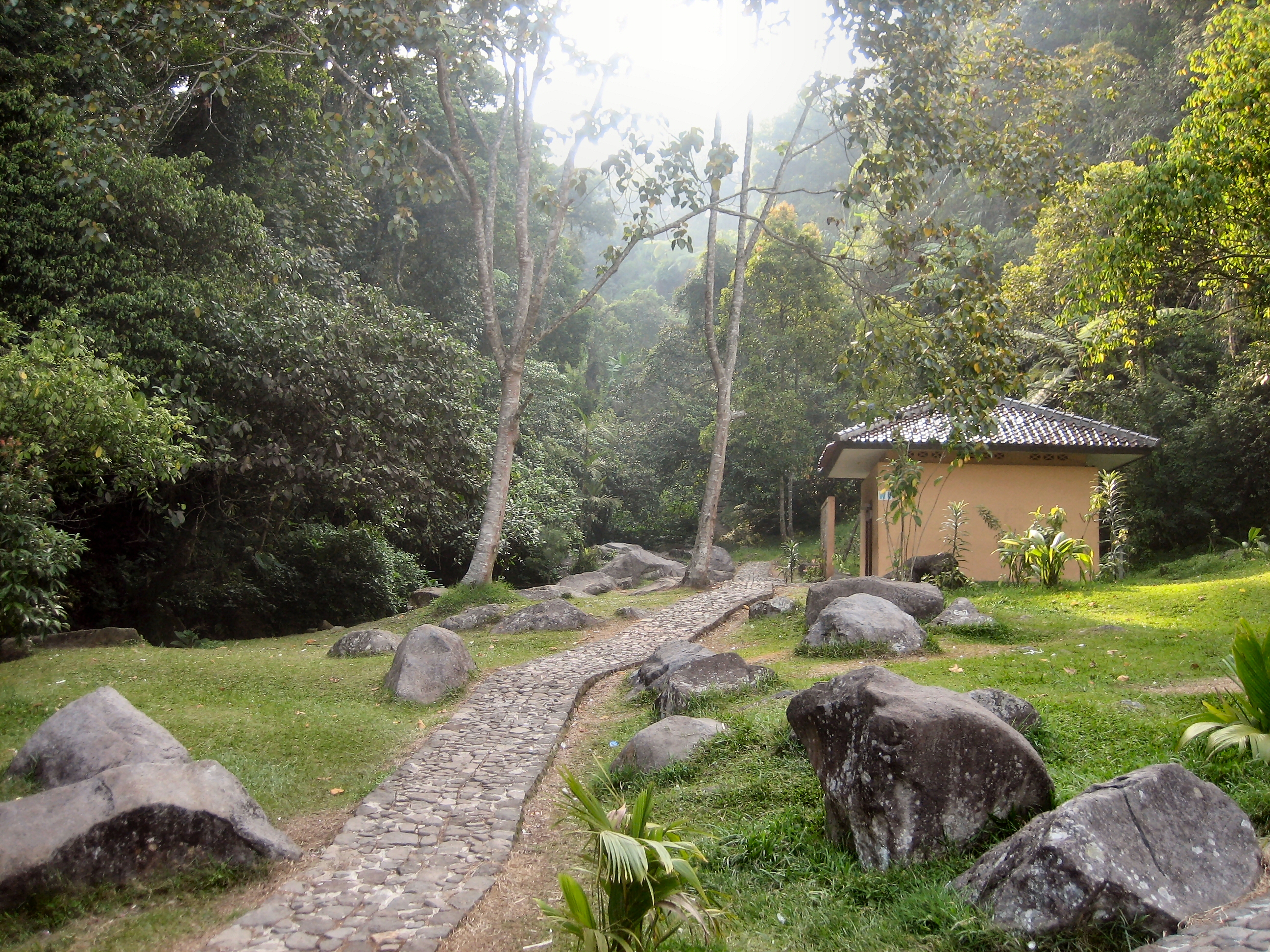

## Faune

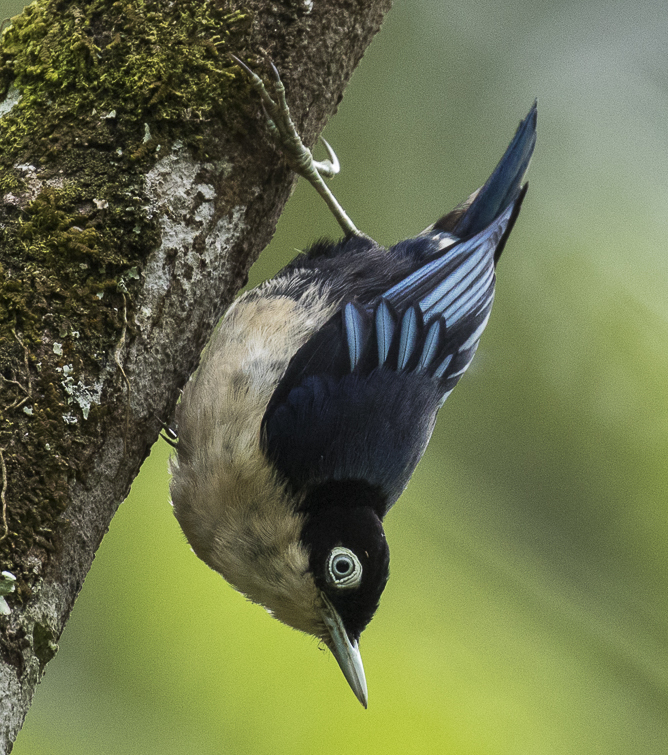
Sittelle bleue
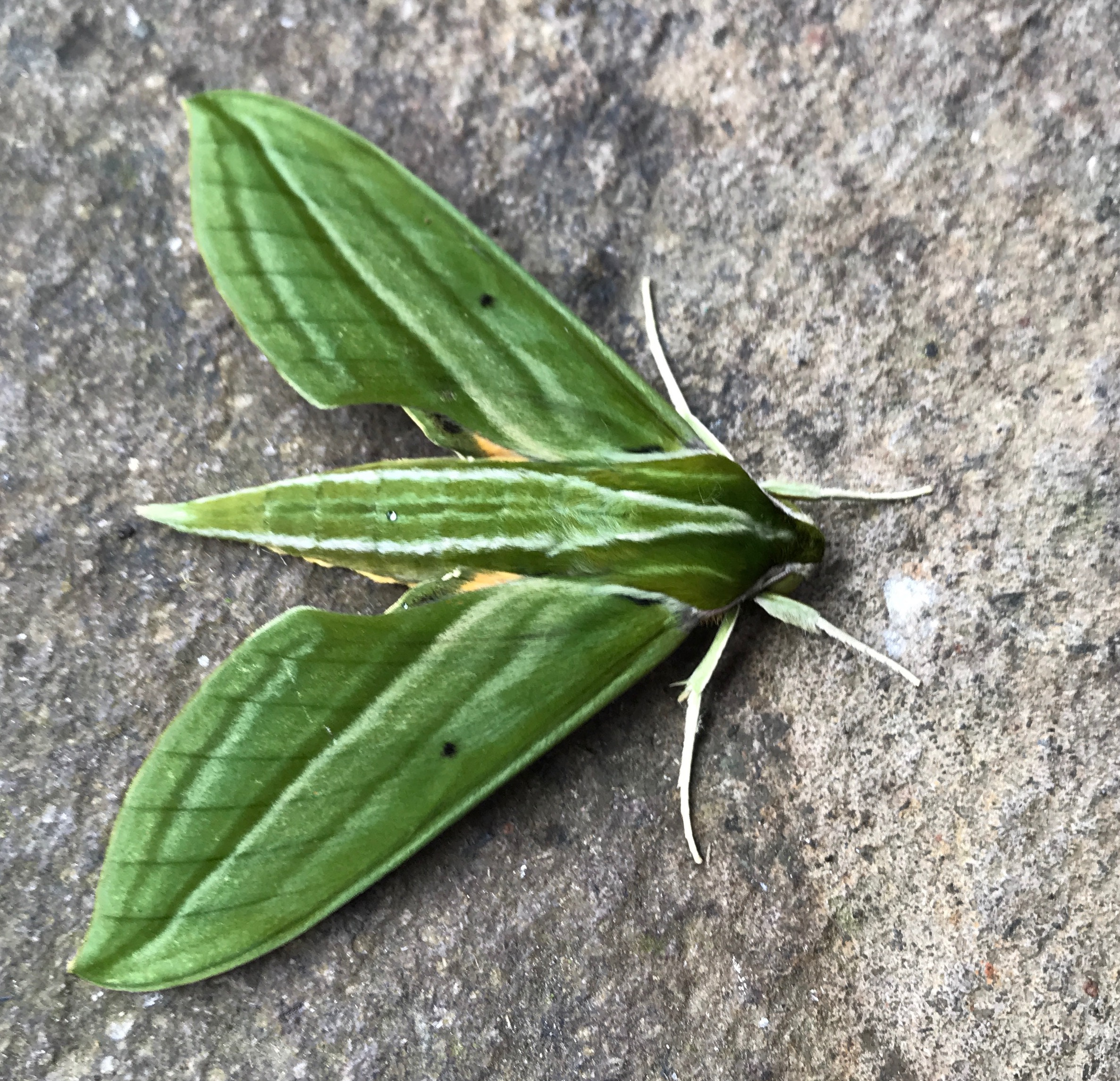
Sphingidae
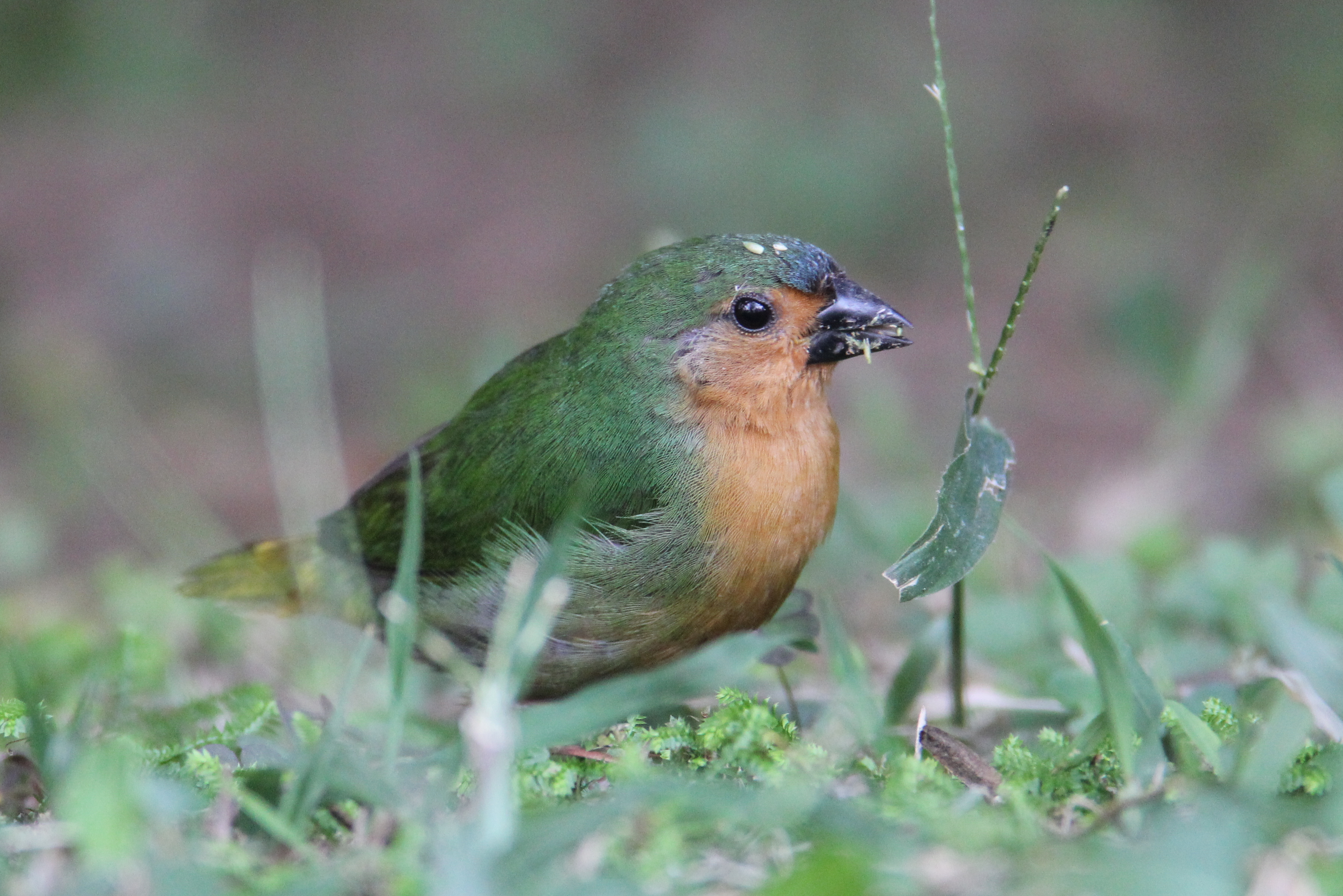
Diamant à queue verte
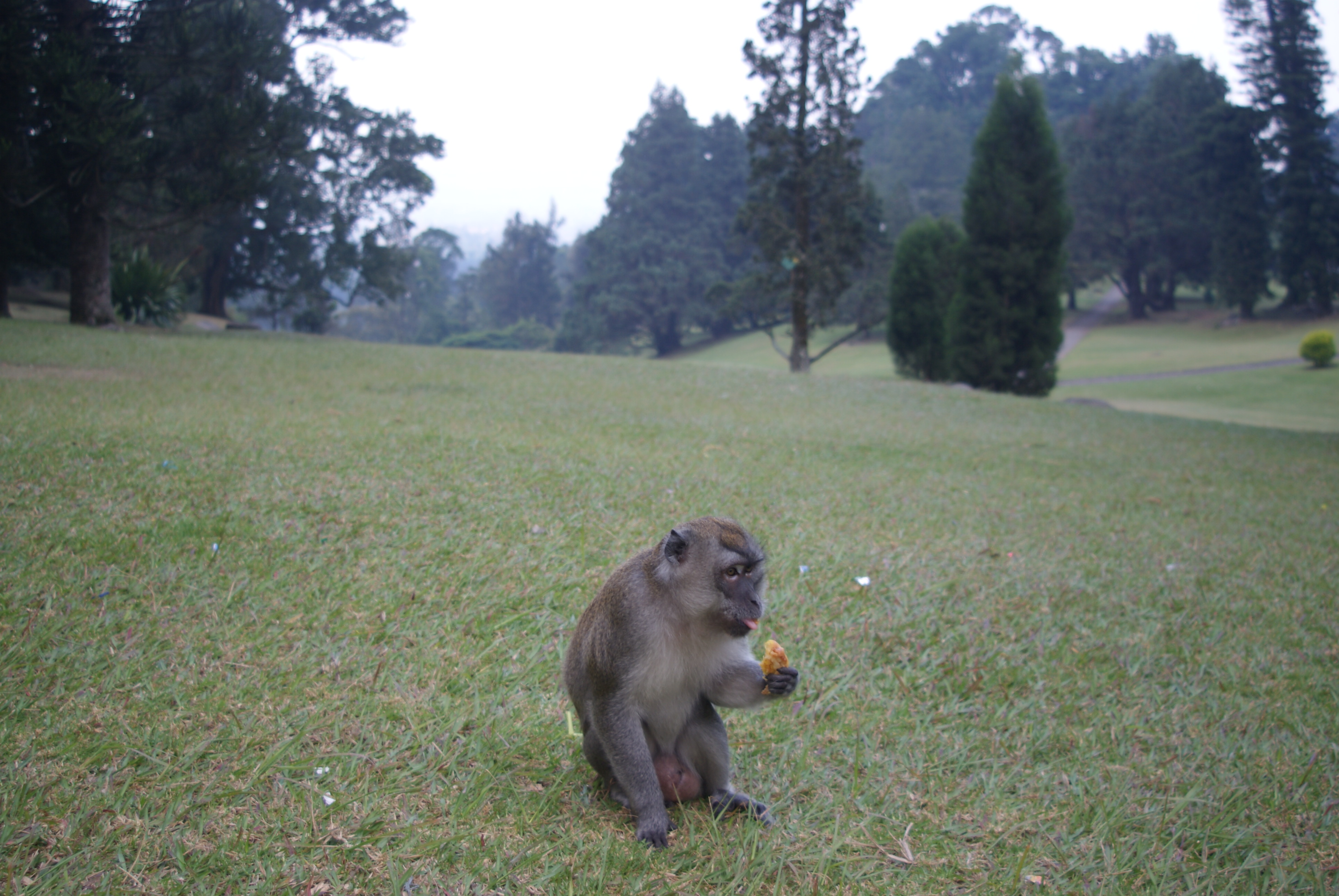
Singe sauvage et aimable.